# Fritz Wendhausen
Fritz Wendhausen (7 de agosto de 1890 – 5 de enero de 1962) fue un director, guionista y actor cinematográfico alemán. También fue conocido por los nombres artísticos Frederick Wendhausen y F.R. Wendhausen.

## Biografía
Su verdadero nombre era Fritz Schultze, y nació en Wendhausen, Alemania. Schultze cursó estudios de historia, historia del arte y filosofía, y su intención era dedicarse al teatro. En 1916 debutó como actor en Leipzig bajo el nombre artístico de Fritz Wendhausen, elegido por ser el de su villa natal. Más adelante fue director en el Teatro Estatal de Maguncia en 1917, y en Mannheim en 1919. En 1920 fue contratado por Max Reinhardt para trabajar en el Deutsches Theater de Berlín, haciendo lo mismo después en el Großes Schauspielhaus de dicha ciudad. Entre otras obras representó César y Cleopatra, de George Bernard Shaw (1920), Die Passion de Wilhelm Schmidtbonn (1921), piezas de Carlo Goldoni, etc.
Su carrera como director cinematográfico la inició en 1921, escribiendo también los guiones de sus filmes. Su Peer Gynt (1934), con la participación de Hans Albers, se encuentra entre las obras destacadas de la época.
Con la llegada al poder del Partido Nacionalsocialista Obrero Alemán (NSDAP), decidió adherirse a la Nationalsozialistische Betriebszellenorganisation (NSBO), organización de trabajadores sumisa al NSDAP. En 1938 se alejó del régimen y emigró al Reino Unido, trabajando en la BBC a partir de 1940 en el servicio en lengua alemana, y para un público clandestino relativamente importante en la Alemania en guerra. Además, en Inglaterra rodó películas antihitlerianas.Tras 1945 volvió a Alemania, entonces en ruinas, dedicándose a labores de dirección teatral en el Teatro Hebbel, situado en zona americana. También trabajó para el Teatro am Kurfürstendamm, reconstruido en 1946-1947, representando con gran éxito El zoo de cristal, de Tennessee Williams.
Fritz Wendhausen falleció en Königstein im Taunus, Alemania, en 1962. Había estado casado con la actriz Hanna Ralph.

## Selección de su filmografía
Guionista
- Die Finanzen des Großherzogs (1924)
- Der Kampf des Donald Westhof (1927)
- Dreyfus (1930)
- 1914 (1931)

Actor
- Alt Heidelberg (1923)
- Secret Mission (1942)
- Tomorrow We Live (1943)
- Beware of Pity (1946)
- Odette (1950)
- Desperate Moment (1953)
- Orders to Kill (1958)

Director
- Die Intrigen der Madame de La Pommeraye (1922)
- Der Herr Generaldirektor (1925)
- Der Kampf des Donald Westhof (1927)
- The Runaway Princess (1929)
- Königin einer Nacht (1931)
- Der schwarze Walfisch (1934)
- Peer Gynt (1934)